# Holler (EP)
Pour les articles homonymes, voir Holler.
Albums de Girls' Generation-TTS
Twinkle
(2012) Dear Santa
(2015)
Singles
1. Whisper
Sortie : 13 septembre 2014
2. Holler
Sortie : 16 septembre 2014

Holler est le second EP du girl group sud-coréen Girls' Generation-TTS, un sous-groupe de Girls' Generation. Il est sorti en version numérique le 16 septembre 2014 et en version physique le 18 septembre 2014 sous SM Entertainment,. Il marque la première sortie du groupe après deux ans depuis la sortie de Twinkle en 2012.

## Liste des titres
| 1.    | Holler                                | Mafly / Fredrik Bostrom, Anna Engh     | Figge Boström, Anna Engh fd Nordell, BehindTScenes' AC            | 03:03 |
| 2.    | Adrenaline (아드레날린; Adeurenallin) | Kim Min-jung, Mafly, BehindTScenes' AH | Ina Wroldsen, Lucas Secon, Mich Hansen, Jonas Jeberg, Yoo Han-Jin | 03:29 |
| 3.    | Whisper (내가 네게; Naega Nege)       | Mafly, James Im, Joel Hong             | Andrew Jackson, Im Gwang Uk, Martin Hoberg Hedegaard              | 03:38 |
| 4.    | Stay                                  | Brian Kim                              | Caesar & Loui, Olof Lindskog, Hayley Aitken                       | 03:31 |
| 5.    | Only U                                | Seohyun                                | Lauren Dyson, Sebastian Thott, Erik Lidbom, BehindTScenes' AC     | 03:37 |
| 6.    | Eyes                                  | Mafly                                  | Albi Albertsson, Mara Kim                                         | 02:39 |
| 19:57 |                                       |                                        |                                                                   |       |

## Classement
| Pays         | Classement                   | Meilleure position |
| ------------ | ---------------------------- | ------------------ |
| Corée du Sud | Gaon Weekly Albums Chart     | 1                  |
| Corée du Sud | Gaon Monthly Albums Chart    | 2                  |
| Corée du Sud | Gaon Yearly Albums Chart     | 22                 |
| Japon        | Oricon Weekly Albums Chart   | 23                 |
| Taïwan       | G-Music Albums Chart         | 1                  |
| US           | Billboard World Albums       | 1                  |
| US           | Billboard Heatseekers Albums | 11                 |

### Ventes et certifications
| Classement           | Quantité       |
| -------------------- | -------------- |
| Gaon physical sales, | Plus de 86 339 |

## Historique de sortie
| Pays         | Date              | Label                             | Format               |
| ------------ | ----------------- | --------------------------------- | -------------------- |
| Corée du Sud | 16 septembre 2014 | SM Entertainment, KT Music        | Téléchargement légal |
| Corée du Sud | 18 septembre 2014 | SM Entertainment, KT Music        | CD                   |
| Hong Kong    | 18 septembre 2014 | SM Entertainment, Universal Music | CD                   |
| Monde entier | 16 septembre 2014 | SM Entertainment, Universal Music | Téléchargement légal |